# Anisodes stricticata
Anisodes stricticata är en fjärilsart som beskrevs av W. Warren 1906. Anisodes stricticata ingår i släktet Anisodes och familjen mätare. Inga underarter finns listade i Catalogue of Life.